# Mladen Bojinović
Mladen Bojinović (født 17. januar 1977 i Banja Luka, Jugoslavien) er en serbisk håndboldspiller, der til dagligt spiller for den franske ligaklub Montpellier HB. Han kom til klubben i 2002 fra spanske FC Barcelona. Med Montpellier har han fire gange vundet det franske mesterskab, tre gange den franske pokalturnering, og som kronen på værket Champions League i 2003.

## Landshold
Bojinović står noteret (pr. 2007) for 40 kampe på det serbiske landshold, som han blandt andet vandt bronze med ved VM i 1999.